# James Bradley (cestista)
James Bradley (Memphis, 7 novembre 1955 – Memphis, 12 aprile 2023) è stato un cestista statunitense, professionista in Italia.

## Carriera
Venne selezionato dagli Atlanta Hawks al secondo giro del Draft NBA 1979 (35ª scelta assoluta).